# Äbsattar Derbissäli
Äbsattar Baghysbaïouly Derbissäli (en kazakh : Әбсаттар Бағысбайұлы Дербісәлі), né le 15 septembre 1947 et mort le 15 juillet 2021, est un chef religieux kazakh, mufti suprême du Kazakhstan de 2000 à 2013.

## Biographie
Derbisali est membre de l'Académie des sciences du Kazakhstan. Il est docteur en lettres, professeur, orientaliste et diplomate. Il détient un rang diplomatique du premier conseiller de classe. Derbisali est l'auteur de 400 articles théoriques et développements pratiques dans la langue et la littérature arabes, de la littérature et la culture kazakh anciennes, des connexions spirituelles du Kazakhstan avec les pays musulmans du Moyen-Orient, ainsi que de l'histoire de l'Islam, du Coran et des paroles du prophète Mahomet.
Il est le mufti suprême du Kazakhstan du 24 juin 2000 au 19 février 2013. Le 26 février 2013, Derbisali est nommé directeur de l'Institut Souleïmenov d'études orientales.